# Prekornica (montagne)
Pour les articles homonymes, voir Prekornica.
Le mont Prekornica fait partie d'un groupe montagneux du Monténégro, au nord de Podgorica et au sud des monts Morača, dans les Alpes dinariques. Il culmine à 1 927 mètres d'altitude au pic Kula.

## Dans la culture
La Prekornica constitue le centre de l'intrigue du roman La Bouche pleine de terre de l'écrivain serbe Branimir Šćepanović.